# Премия Кирби
Премия Кирби (англ. Kirby Award) — награда за достижения в области индустрии комиксов, присуждавшаяся с 1985 по 1988 год журналом ''Amazing Heroes'' и курируемая сотрудником издательства Fantagraphics Books Дэйвом Олбричем. Награда вручалась по результатам голосования выборного жюри и названа в честь американского писателя и художника Джека Кирби.
В 1987 году возник конфликт относительно того, когда Олбрич и Fantagraphics, издатель Amazing Heroes, произошел спор по поводу прав на владение наградами. Компромисс удалось достичь только путём отмены премии в 1988 году. Вместо неё были созданы две новые премии: Премия Айснера, курируемая Ольбрихом и названная в честь Уилла Айснера, и Премия Харви, названная в честь Харви Куртцмана.

## Лауреаты

### Лучший отдельный выпуск
- 1985 Swamp Thing Annual #2, авторы Алан Мур, Стив Бисетт Джон Тотлебен (DC Comics)[3]
- 1986 Daredevil #227, авторы Фрэнк Миллер, Дэвид Маззучелли (Marvel Comics)[4]
- 1987 Batman: The Dark Knight Returns #1, авторы Фрэнк Миллер, Клайс Янсон и Линн Вэлли (DC)[5]

### Лучшая продолжающаяся серия
- 1985 Swamp Thing, авторы Алан Мур, Стив Бисетт, Джон Тотлебен (DC)[3]
- 1986 Swamp Thing, авторы Алан Мур, Стив Бисетт, Джон Тотлебен (DC)[4]
- 1987 Swamp Thing, авторы Алан Мур, Стив Бисетт, Джон Тотлебен (DC)[5]

### Лучшая чёрно-белая серия
- 1985 Cerebus, автор Дэйв Сим (Aardvark-Vanaheim)[3]
- 1986 Love & Rockets , авторы Гилберт Эрнандес и Хайме Эрнандес (Fantagraphics)[4]
- 1987 Cerebus, автор Дэйв Сим (Aardvark-Vanaheim)[5]

### Лучшая законченная серия
- 1985 Кризис на Бесконечных Землях, авторы Марв Вольфман и Джордж Перес (DC)[3]
- 1986 Crisis on Infinite Earths,авторы Марв Вольфман и Джордж Перес (DC)[4]
- 1987 Watchmen , авторы Алан Мур и Дэйв Гиббонс (DC)[5]

### Лучшая новая серия
- 1985 Zot!, авторы Скотт МакЛауд (Eclipse Comics)[3]
- 1986 Miracleman, авторы Алан Мур и команда различных художников (Eclipse)[4]
- 1987 Watchmen, авторы Алан Мур и Дэйв Гиббонс (DC)[5]

### Лучший графический альбом
- 1985 Beowulf (First Comics)[3]
- 1986 The Rocketeer, автор Дэйв Стивенс (Eclipse)[4]
- 1987 Batman: The Dark Knight Returns, авторы Фрэнк Миллер и Клаус Янсон (DC)[5]

### Лучший художник
- 1985 Дэйв Стивенс за работу над The Rocketeer (Comico)[3]
- 1986 Стив Руд за работу над Nexus (First)[4]
- 1987 Билл Сайнкевич за работу над Elektra: Assassin (Marvel)[5]

### Лучший писатель
- 1985 Алан Мур за работу над Swamp Thing (DC)[3]
- 1986 Алан Мур за работу над Swamp Thing (DC)[4]
- 1987 Алан Мур за работу над Watchmen (DC)[5]

### Лучший писатель/художник (один или команда)
- 1986 Фрэнк Миллер и Дэвид Маззучелли за работу над Daredevil (Marvel)[4]
- 1987 Алан Мур и Дэйв Гиббонс за работу над Watchmen (DC)[5]

### Лучшая команда художников
- 1985 Стив Биссетт и Джон Тотлебен за работу над Swamp Thing (DC)[3]
- 1986 Джордж Перес и Джерри Одвей за работу над Crisis On Infinite Earths (DC)[4]
- 1987 Фрэнк Миллер, Клаус Янсон и Линн Вэлли за работу над Batman: The Dark Knight Returns (DC)[5]

### Лучшая обложка
- 1985 Swamp Thing #34, авторы Стив Биссетт и Джон Тотлебен (DC)[3]

### Зал славы
- 1987 Карл Баркс[5]
- 1987 Уилл Айснер[5]
- 1987 Джек Кирби[5]